# Lesław Abramowicz
Lesław Abramowicz (ur. 19 lutego 1948) – polski ekonomista, w 2004 roku prezes Narodowego Funduszu Zdrowia.

## Życiorys
Jest absolwentem Akademii Ekonomicznej w Krakowie. Po studiach był asystentem na tej uczelni. W 1975 roku został przewodniczącym komisji zagranicznej krakowskiej Rady Wojewódzkiej Federacji Socjalistycznych Związków Młodzieży Polskiej, gdzie do 1977 roku zajmował się współpracą z organizacjami młodzieżowymi za granicą i turystyką zagraniczną młodzieży.
Większość swojego życia zawodowego spędził zarządzając firmami w branży budowlanej. Ukończył studia podyplomowe z ekonomiki i organizacji eksportu budownictwa (1973–1974) i z finansów przemysłu (1986). Pracował w Krakowskim Zjednoczeniu Budownictwa (1978–1980) i Krakowskim Przedsiębiorstwie Robót Inżynieryjnych (1980–1991). W latach 1991–1995 był dyrektorem oddziału spółki KPIS – Cracovia S.A. we Frankfurcie nad Menem.
Służbą zdrowia zaczął zarządzać w połowie lat 90. W latach 1995–2001 był zastępcą dyrektora ds. ekonomicznych w krakowskim szpitalu im. Ludwika Rydygiera. W 2001 r., został dyrektorem w podlegającym ministrowi pracy, Biurze Funduszu Gwarantowanych Świadczeń Pracowniczych.
9 marca 2004 roku odebrał od premiera Leszka Millera nominację na Prezesa Narodowego Funduszu Zdrowia, zastępując na tym stanowisku odwołanego Krzysztofa Panasa.
7 września 2004 roku premier Marek Belka odwołał go ze stanowiska Prezesa NFZ. Abramowicz sam dzień wcześniej złożył rezygnację, uzasadniając ją „względami rodzinnymi i zdrowotnymi”. Minister zdrowia Marek Balicki ogłosił na konferencji prasowej, że on również złożył wniosek o odwołanie Abramowicza. Decyzja o odwołaniu zbiegła się w czasie z kończącymi się pracami nad planem finansowym Funduszu na 2005 r.
Po odejściu z NFZ objął funkcję Dyrektora Oddziału ZUS w Krakowie.